# Айъ
Айъ (Айи, Айы) са добри божества в якутската митология, обитаващи горния и средния свят на мирозданието според якутите. Те са създатели на всички добри неща, полезните животни и растения. Якутите ги почитат като дарители на щастие и благополучие и като закрилници от злите духове-абааси. Според представите външният им вид и домовете им са като тези на най-богатите якути.
По време на празника им на тях са принасяни жертви, придружени с молитви за здраве, щастие и благосъстояние. Якутите им заделят най-вкусната според тях храна – кумис с разтопено масло.
Към божествата Айъ принадлежат божествата (духовете) на плодородието Айъсът. Най-известен и почитан от айъ е творецът на вселената и живота Юрюнг айъ тойон.